# OK Liga Plata Femenina
La OK Liga Plata Femenina es el segundo nivel femenino del sistema de ligas de hockey patines en España. Está organizada por la Real Federación Española de Patinaje, al igual que la OK Liga.
Los catorce equipos disputan una liga a doble vuelta, todos contra todos. El equipo campeón más el equipo subcampeón al finalizar la competición ascienden a OK Liga Femenina y descienden a categoría autonómica los cuatro últimos clasificados al finalizar la competición.

## Historia
En la asamblea de la RFEP celebrada el 18 de julio de 2020 se aprobó la propuesta número 9 para la creación de la OK Liga Plata femenina. En primer lugar, se celebrarían las respectivas ligas autonómicas y posteriormente se crearía un grupo, a partir de febrero de 2021, de 6 a 10 equipos.
La propuesta contempló una competición en un grupo de 10 equipos, en formato de liga regular todos contra todos a dos vueltas, proclamándose campeón el primer clasificado al acabar la competición, y ascendiendo a OK Liga Femenina el campeón, el subcampeón y un tercer equipo designado por la Federación Catalana de Patinaje. En el caso de no completarse las 10 plazas establecidas se disputaría igualmente la competición siempre y cuando hubiese un mínimo de 6 equipos inscritos.
El cupo de participación fue el siguiente:
- 2 equipos designados por la Federación Gallega de Patinaje
- 2 equipos designados por la Federación de Patinaje del Principado de Asturias
- 2 equipos designados por la Federación Madrileña de Patinaje
- 1 equipo designado por la Federación de Patinatje de la Comunidad Valenciana
- 1 equipo designado por la Federación Vasca de Patinaje
- 1 equipo designado por la Federación Navarra de Patinaje
- 1 equipo designado por la Federación Andaluza de Patinaje

Debido a la pandemia de COVID-19 en España, se retrasó su inicio al día 13 de marzo de 2021. Se inscribieron 7 equipos.
En la temporada 2021-22 ya se amplió a 14 equipos.

## Palmarés
| Ed.                    | Temporada              | Equipos                | Campeón                | Subcampeón             |
| OK Liga Plata Femenina | OK Liga Plata Femenina | OK Liga Plata Femenina | OK Liga Plata Femenina | OK Liga Plata Femenina |
| ---------------------- | ---------------------- | ---------------------- | ---------------------- | ---------------------- |
| I                      | 2020-21                | 7                      | Hockey Club Liceo      | Club Patín Las Rozas   |
| II                     | 2021-22                | 14                     | Club Patín Fraga       | Bembibre Hockey Club   |
| III                    | 2022-23                | 14                     | Bembibre H. C.         | C. P. Alcobendas       |
| IV                     | 2023-24                | 12                     | C. P. Alcalá           | Hockey Club Raxoi      |

 En 2022, el APG Bembibre renunció al ascenso

### Títulos por equipo
| Club                 | Títulos | Subtítulos | Años Campeón |
| -------------------- | ------- | ---------- | ------------ |
| Bembibre Hockey Club | 1       | 1          | 2022/23.     |
| Club Patín Alcalá    | 1       | 0          | 2023/24.     |
| Club Patín Fraga     | 1       | 0          | 2021/22.     |
| Hockey Club Liceo    | 1       | 0          | 2020/21.     |